# I soldati di catrame
I soldati di catrame (Les Fœtus d'acier) è un romanzo di fantascienza dello scrittore francese Serge Brussolo del 1984.
Il romanzo è stato ripubblicato nel 2004 con il titolo di La Mélancolie des sirènes par trente mètres de fond in un'edizione rivisitata dall'autore.

## Storia editoriale
Il romanzo è uscito in Francia nel 1984; in esso l'autore ha sviluppato alcuni temi già trattati in un suo precedente racconto del 1980 intitolato Subway, éléments pour une mythologie du métro. L'edizione in lingua italiana è uscita nelle librerie nel 1988 col titolo I soldati di catrame.
L'opera Les Fœtus d'acier (traducibile come "il feto d'acciaio") è la prima della quadrilogia Les soldats de goudron seguita dai romanzi:
- Ambulance cannibale non identifiée (1985), ripubblicato con il titolo di L'ambulance;[6]
- Le Rire du lance-flammes (1985);[7]
- Opération "serrures carnivores" (1987).[8]

Il romanzo è stato completamente rivisto dall'autore e ristampato nel 2004; per la nuova pubblicazione Brussolo ha deciso di usare il titolo originariamente pensato per la prima edizione del 1984, La Mélancolie des sirènes par trente mètres de fond, allora pubblicato come Les Fœtus d'acier per esigenze editoriali. Le due edizioni presentano notevoli differenze: "La Mélancolie" è ambientata nel 2017 ad Alzenberg, "Les Fœtus" nella città immaginaria di Almoha nel 2027; nella riedizione scompaiono tutti gli elementi fantascientifici e la protagonista Lize Sarella diventa Lize Unke, l'ex poliziotto McCall assume il nome di Tropfman mentre la giovane Victoria diventa Gudrun Straub. Nell'edizione del 2004 la protagonista è ossessionata dalla scomparsa della sorella, vicenda questa che non compare nell'edizione del 1984.

## Trama
(I soldati di catrame, Serge Brussolo)
Nella città di Almhoa le forze dell'ordine sono state sostituite da robot e i poliziotti relegati a mansioni poco gratificanti. Lise Sarella è stata membro dei "soldati di catrame", corpo di spicco della polizia, il cui nome derivava dalle uniformi nere e lucide che indossavano. La ragazza adesso è in forza al 6º battaglione palombari assegnata all'identificazione dei cadaveri imprigionati nel sottosuolo. Due anni prima infatti, il 18 aprile 2025, gli argini di un fiume sotterraneo avevano ceduto allagando la metropolitana di Almhoa e mietendo almeno venticinquemila vittime. Il sindaco della città ha deciso di non procedere al recupero delle salme, procedura costosa e dannosa per la sua immagine politica, optando invece per l'identificazione e il censimento delle vittime mediante il lavoro di palombari specializzati. Alcuni anni dopo l'incidente ci si accorge che almeno cinquecento persone sono sopravvissute all'annegamento trovando rifugio in alcune stazioni non completamente sommerse. A causa della prolungata esposizione all'atmosfera mefitica e per la mancanza di ossigeno, i superstiti sono impazziti o inebetiti. Altro anomalo fenomeno rilevato, giustificato dagli scienziati come effetto secondario dei fanghi sotterranei che invadono le gallerie della metropolitana, è la mummificazione dei corpi, fenomeno questo che rende agevole, seppure pericoloso, il riconoscimento dei corpi da parte dei palombari ma anche il recupero illegale delle salme da parte di sommozzatori clandestini pagati dai parenti degli scomparsi.
Una sera Lise incontra Victoria, un'adolescente che insieme ad altri giovani si diverte a vandalizzare le abitazioni private cercando di sfuggire alle ronde dei robot: Victoria rimane ferita durante un attacco e Lise, riconoscendo in lei una "vecchia conoscenza della legge" e provando simpatia per la sua ostinata lotta ai robot, la aiuta a nascondersi agli automi. La smaliziata Victoria instilla nella salvatrice il dubbio che il Sindaco e il Governo stiano nascondendo le vere cause del disastro e che la metropolitana sia stata allagata dal fiume non per cause naturali ma a seguito dell'esplosione di un laboratorio militare segreto; la morte della maggior parte delle vittime e la pazzia dei superstiti, così come anche il fenomeno di conservazione dei corpi, sarebbe un effetto della dispersione nel sottosuolo di armi chimiche e gas nervini. Durante un'immersione Lise e due suoi colleghi, David e Nathan, si imbattono in un gruppo di sommozzatori che stanno minando le pareti di alcune gallerie. L'esplosione ferisce Lise e Nathan e, mentre David riemerge per cercare aiuto, i due respirano a lungo l'atmosfera contaminata. I due feriti vengono recuperati ma Nathan muore mentre Lise inizia a soffrire di effetti collaterali che le gonfiano le braccia e le fanno esplodere i denti. L'inalazione di un gas tossico sembra essere l'unica logica spiegazione. Lise indaga circa i misteri nascosti nelle gallerie allagate ma la sua curiosità spinge il Sindaco a ordinare la sua morte per mano dello stesso David. Lise viene salvata da Victoria che la stava pedinando per proteggerla, su ordine del giudice Schmeisser, antagonista del Sindaco, anch'egli alla ricerca della verità. Lise viene convinta dal giudice a immergersi nuovamente alla ricerca di prove sul coinvolgimento del Sindaco nel disastro di due anni prima e sulle recenti esplosioni sotterranee che stanno uccidendo gli ultimi sopravvissuti, scomodi testimoni. Ad aspettarla in superficie sarebbero rimasti la stessa Victoria, Geneviève Lancaster, amante del giudice e dirigente del servizio censimento del Comune, e un ex collega di Lise, Mc Call, da tempo congedatosi e al corrente delle macchinazioni del Governo. Durante l'immersione Lise viene ferita e rapita da un gruppo di sopravvissuti che le distruggono l'attrezzatura.
Ben presto i rapitori perdono interesse in lei e Lise trova riparo nella stazione sotterranea rimanendovi per molti giorni, inebetita dai gas e dalla mancanza di ossigeno che viene erogato solo in piccolissima quantità dalle pompe oramai quasi completamente guaste. I sopravvissuti hanno costituito una società gerarchca governata dalla follia e condannata all'estinzione a causa delle dure condizioni del sottosuolo. Grazie a un fortuito aumento dell'erogazione di ossigeno, Lise ritrova momentaneamente la ragione e fugge in superficie. Ad attenderla trova solamente Victoria che riesce a salvarle la vita dalla pericolosa decompressione e a trasportarla di nascosto in un ospedale di un'altra città. Risvegliatasi dopo alcuni giorni di coma Lise apprende da Victoria della morte del giudice e della sua amante per mano dei sicari del Sindaco; tutte le stazioni erano state minate e i sopravvissuti uccisi. Lise e Victoria si rifugiano lontano dai sicari del Sindaco ma Lise ben presto accusa i sintomi di un'inarrestabile e progressiva demenza causata dai gas nervini respirati.

## Personaggi
Lise SarellaGiovane ex poliziotta trasferita nel battaglione palombari. Androgina e introversa soffre per il forzato demansionamento subito da tutto il corpo di polizia, i famosi "soldati di catrame" del titolo.
Rob ConnolyCinquantenne, di origini irlandesi, è il capo del battaglione palombari della città di Almoha. Soffre i danni causati dalle numerose decompressioni che non gli consentono più di immergersi.
Mc CallEx poliziotto collega di Lise, incapace di adattarsi ai demensionamenti imposti dall'amministrazione del Sindaco, si è congedato e dirige un negozio dove vende dentifricio per cani.
DavidUn collega di Lise, un segreto collaboratore del Sindaco.
NathanUn collega di Lise, anch'egli agli ordini del Sindaco. Muore a causa delle ferite riportate nell'esplosione avvenuta nelle gallerie allagate della metropolitana.
Il SindacoPer anni ha coperto la verità sulla tragedia della metropolitana e detiene il potere con scaltrezza, eliminando man mano tutte le prove del suo coinvolgimento nel disastro.
VictoriaLa vandala adolescente che aiuta Lise e il giudice nella ricerca della verità sul disastro della metropolitana.
Giudice SchmeisserAntagonista del Sindaco, muore ucciso in un incidente stradale orchestrato dallo stesso Sindaco.
Geneviève LancasterDirigente del servizio censimento, amante del giudice Schmeisser con il quale segretamente collabora. Muore anch'ella uccisa dai sicari del Sindaco.
Prima ClasseL'anziano capo dei sopravvissuti della stazione di Square-Wellerman. Si chiama Charles Fontaubert ma la demenza causata dall'aria contaminata nelle gallerie gli fa dimenticare spesso il suo vero nome.

## Edizioni
- (FR) Serge Brussolo, Les Foetus d'acier, 1ª ed., Parigi, Fleuve Noir, 1988, ISBN 2-265-02798-7.
- Serge Brussolo, I soldati di catrame, traduzione di Mario Morelli, Urania n. 1081, Mondadori, 1988,  p. 139.
- (FR) Serge Brussolo, La Mélancolie des sirènes par trente mètres de fond, Edition du masque, 2004, ISBN 978-2-7024-3192-4.